# Chặng đua GP Eifel 2020
Chặng đua GP Eifel 2020 (tên chính thức là Formula 1 Aramco Großer Preis der Eifel 2020) là chặng đua thứ 11 của Giải đua xe Công thức 1 2020. Chặng đua diễn ra từ ngày 09 đến 11  tháng 10 năm 2020 tại trường đua  Nürburgring, Đức. Người chiến thắng là Lewis Hamilton của đội đua Mercedes, chiến thắng này giúp cho Hamilton chính thức san bằng kỷ lục 91 chiến thắng chặng của huyền thoại Michael Schumacher.

## Bối cảnh
Đây là chặng đua được bổ sung vào lịch thi đấu sau khi nhiều chặng đua bị hủy vì đại dịch Covid-19.

## Diễn biến chính
Valtteri Bottas là người giành pole và giữ được vị trí dẫn đầu sau vòng 1. Tuy nhiên tay đua người Phần Lan lại có pha cua lỗi ở vòng 13 nên bị đồng đội Lewis Hamilton vượt. Xui xẻo lại ập đến với Bottas khi anh bị hư động cơ ở vòng 18, phải bỏ cuộc.
Đến vòng 44, xe an toàn xuất hiện để các nhân viên thu dọn chiếc xe của Lando Norris bị chết máy nằm cạnh đường đua. Nhưng điều đó không làm ảnh hưởng quá nhiều đến cuộc đua của Hamilton. Ở khoảng 10 vòng cuối, tay đua người Anh vẫn có thể tạo ra khoảng cách an toàn với Max Verstappen để giành chiến thắng thứ 91 trong sự nghiệp, đồng thời cân bằng kỷ lục số lần chiến thắng chặng đua của Micheal Schumacher.
Trên BXH tổng, Hamilton tiếp tục dẫn đầu với 230 điểm.

## Kết quả
| Stt                                                                     | Số xe | Tay đua            | Đội đua                   | Lap | Thời gian   | Xuất phát | Điểm |
| ----------------------------------------------------------------------- | ----- | ------------------ | ------------------------- | --- | ----------- | --------- | ---- |
| 1                                                                       | 44    | Lewis Hamilton     | Mercedes                  | 60  | 1:35:49.641 | 2         | 25   |
| 2                                                                       | 33    | Max Verstappen     | Red Bull Racing-Honda     | 60  | +4.470      | 3         | 19   |
| 3                                                                       | 3     | Daniel Ricciardo   | Renault                   | 60  | +14.613     | 6         | 15   |
| 4                                                                       | 11    | Sergio Pérez       | Racing Point-BWT Mercedes | 60  | +16.070     | 9         | 12   |
| 5                                                                       | 55    | Carlos Sainz Jr.   | McLaren-Renault           | 60  | +21.905     | 10        | 10   |
| 6                                                                       | 10    | Pierre Gasly       | AlphaTauri-Honda          | 60  | +22.766     | 12        | 8    |
| 7                                                                       | 16    | Charles Leclerc    | Ferrari                   | 60  | +30.814     | 4         | 6    |
| 8                                                                       | 27    | Nico Hülkenberg    | Racing Point-BWT Mercedes | 60  | +32.596     | 20        | 4    |
| 9                                                                       | 8     | Romain Grosjean    | Haas-Ferrari              | 60  | +39.081     | 16        | 2    |
| 10                                                                      | 99    | Antonio Giovinazzi | Alfa Romeo Racing-Ferrari | 60  | +40.035     | 14        | 1    |
| 11                                                                      | 5     | Sebastian Vettel   | Ferrari                   | 60  | +40.810     | 11        |      |
| 12                                                                      | 7     | Kimi Räikkönen     | Alfa Romeo Racing-Ferrari | 60  | +41.476     | 19        |      |
| 13                                                                      | 20    | Kevin Magnussen    | Haas-Ferrari              | 60  | +49.585     | 15        |      |
| 14                                                                      | 6     | Nicholas Latifi    | Williams-Mercedes         | 60  | +54.449     | 18        |      |
| 15                                                                      | 26    | Daniil Kvyat       | AlphaTauri-Honda          | 60  | +55.588     | 13        |      |
| Ret                                                                     | 4     | Lando Norris       | McLaren-Renault           | 42  | Power unit  | 8         |      |
| Ret                                                                     | 23    | Alexander Albon    | Red Bull Racing-Honda     | 23  | Radiator    | 5         |      |
| Ret                                                                     | 31    | Esteban Ocon       | Renault                   | 22  | Hydraulics  | 7         |      |
| Ret                                                                     | 77    | Valtteri Bottas    | Mercedes                  | 18  | Power unit  | 1         |      |
| Ret                                                                     | 63    | George Russell     | Williams-Mercedes         | 12  | Collision   | 17        |      |
| Fastest lap: Max Verstappen (Red Bull Racing-Honda) – 1:28.139 (lap 60) |       |                    |                           |     |             |           |      |

Nguồn: Trang chủ Formula1